# Приморска
Приморска (Словеначко приморје; Приморска Словенија) западни је дио Словеније. Овај појам се као назив крајње сјеверне обале Јадрана користи од XIX века, а данас је то неслужбена покрајина у Словенији која обухвата подручје Нове Горице, затим, приобални и унутрашњи крашки крај. У историјском смислу назив се односи на аустријску крунску земљу, једну од административних јединица (покрајина) некадашње Царевине Аустрије, Аустроугарска монархија. Главни град је био Триест (Трст). Распадом Монархије, 1918. године, покрајина је готово у цјелини припала тадашњој Краљевини Италији, осим острва Крк, које је ушло у састав тадашње Краљевине СХС. 

## Географија
Премда се покрајина назива Приморска, највећи дио њеног данашњег подручја налази се у унутрашњости, одвојен од мора италијанском границом. Приобални дио смјештен је на 46 km обале Истре. У унутрашњости се смјестила Випавска долина, а између ње и Тршћанског залива започиње крашки крај који се протеже према сјеверозападу, све до долине Соче. Крашко подручје обухвата око 500 km, од чега је мањи дио у Италији. Подручје око Нове Горице обично се назива сјеверна Приморска, а протеже се уз долину Соче, све до Толмина. У том дијелу уздижу се високе планине Крн и Канин. Пријевој Вршич (1618 m) означава уједно и границу између Приморске и Горењске.
Приморска граничи на југоистоку са Нотрањском, на сјевероистоку са Горењском, на западу са Италијом, а на југу са Хрватском.
Од економских грана, веома је развијен туризам, а Копер, уз Трст и Ријеку, спада међу највеће луке овог дијела Јадрана. Уз то, развијена је производња прехрамбених производа и безалкохолних пића (Фруктал), као и виноградарство.
Становништво је мјешовито, а у бројним мјестима, уз словеначки језик, у службеној је употреби и италијански. У истарском дијелу Приморске живи и малобројна хрватска мањина.
Важнији градови Приморске су Нова Горица, Копер, Изола, Ајдовшчина, Толмин, Сежана, Бовец, Пиран.

## Историја
Приморску, која се у Аустро-угарској Монархији службено називала Аустријско приморје (њем. Österreichisches Küstenland), чинила је Кнежевска грофовија Горица и Градишче, потом Маркгрофовија Истра, те град Трст. У Првом свјетском рату овдје је успостављен фронт на Сочи, познат по исцрпљујућем рововском рату и тешком италијанском поразу код Кобарида. У XX вијеку тај назив се често ширио и на дијелове Крањске, то јест Нотрањске који су били под италијанском влашћу. Послије Другог свјетског рата СР Словенији унутар СФРЈ припадају дијелови Горишке и Истре, који заједно чине неформалну покрајину Приморску. Такво је стање и у независној Словенији.
Понекад се дијелом Приморске држе и они дијелови Фурланије-Јулијска крајина које претежито насељавају Словенци.